# منقب قمري

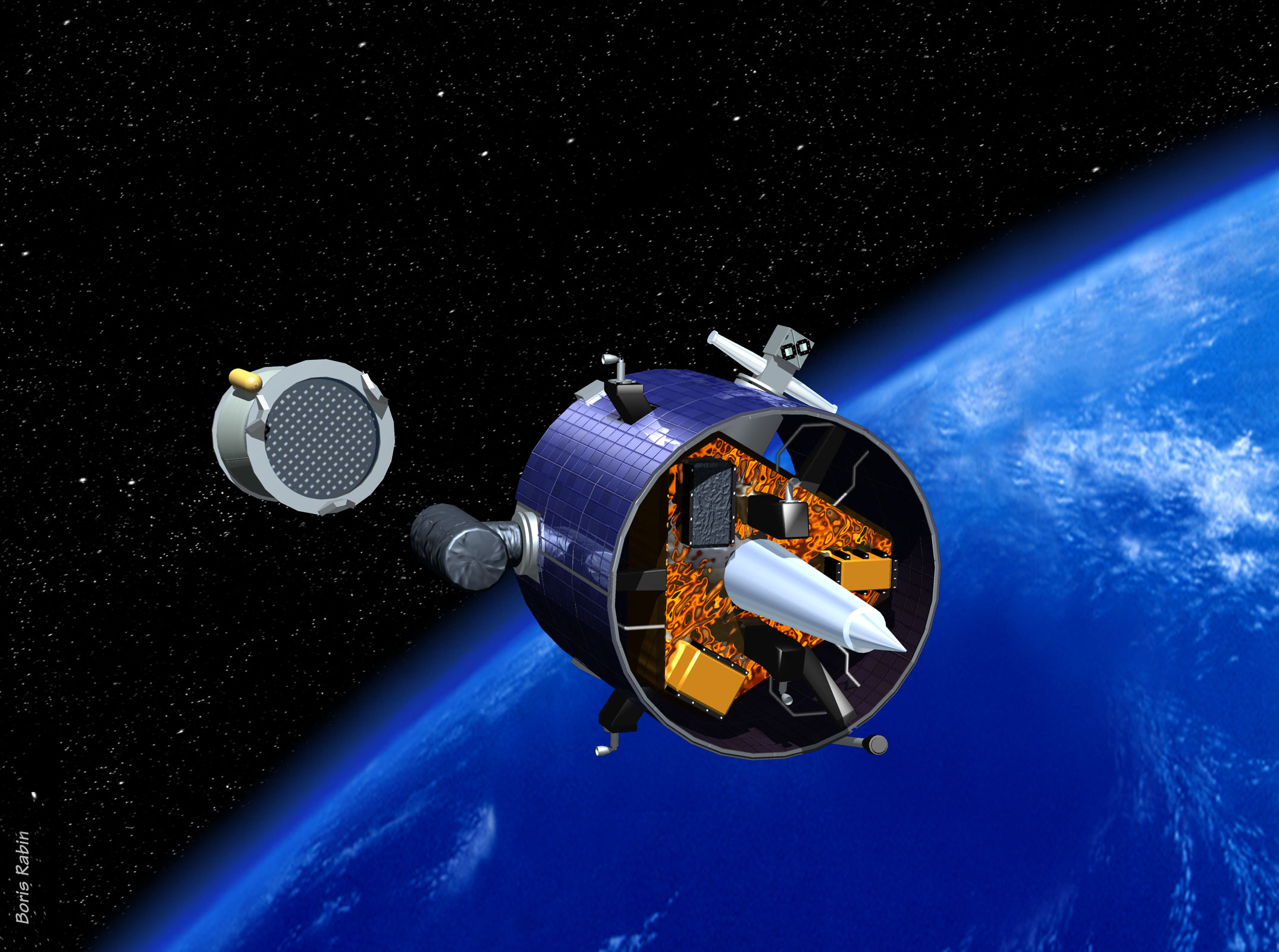
صورة فنية للمسبار

المنقب القمري (بالإنجليزية: Lunar Prospector)‏ هو مسبار فضائي أطلقته وكالة ناسا في المهمة الثالثة للتطوير الكامل والبناء كجزء من برنامج ديسكفري. انطلق المسبار في رحلة مدتها 19 شهرًا تهدف إلى استكشاف المدار القطبي المنخفض للقمر، ما في ذلك رسم خرائط لتكوين سطح القمر، مع التركيز بشكل خاص على رواسب الهيدروجين، وإجراء قياسات للمجالات المغناطيسية والجاذبية وإجراء قياسات للمجالات المغناطيسية والجاذبية. انتهت المهمة في 31 يوليو 1999 بتحطم متعمد للمركبة المدارية في حفرة بالقرب من القطب الجنوبي للقمر، بعد الكشف الناجح عن وجود الهيدروجين.
سمحت البيانات الواردة من المهمة ببناء خريطة تفصيلية لتكوين سطح القمر، وساعدت على تحسين فهم أصل القمر وتطوره وحالته الحالية وموارده. ونشرت عدة مقالات عن النتائج العلمية في مجلة العلوم.
أشرف مركز أميس للأبحاث التابع لناسا على إدارة المنقب القمري وعملت شركة لوكهيد مارتن كمقاول رئيس. تولى آلان بيندر دور المحقق الرئيسي للمهمة. في روايته التي نشرها بعنوان "المنقب القمري: رغم كل الصعاب"، قدم بيندر نقدًا لاذعًا للعمليات البيروقراطية داخل ناسا والمقاولين التابعين لها.
في عام 2013، اكتشف جسم مجهول الهوية في مدار غير مستقر حول الأرض، وتم تعيينه بالرقم المؤقت WT1190F. بعد اصطدامه بالمحيط الهندي، تم التعرف عليه على أنها على الأرجح قطعة من المنقب القمري.

## معداته
- مطياف اشعة غاما : شديد الحساسية لأطياف أشعة غاما المنبعثة طبيعياً من الثوريوم واليورانيوم والبوتاسيوم وهي مهمة لمعرفة مصادر الحرارة الداخلية والقشرة القمرية والطبيعة البركانية وكذلك يستشعر العناصر التي تعكس اشعة غاما القادمة من الفضاء
- مطياف جسيمات الفا وهو جهاز حساس لجسيمات الفا المنبعثة من عنصري الرادون والبولونيوم من سطح القمر الناتجة من اشعة الشمس وهو جيد لقياس حركات القشرة القمرية والفاعلية البركانية للقمر
- جهاز مقياس المجال المغناطيسي.
- جهاز مقياس انعكاس الألكترونات وهو جهاز يقيس طاقة اللكترونات التي تحملها الرياح الشمسية المرتدة من المجال المغناطيسي للقمر
- مطياف نيوترون لأستشعار النيوترونات المنبعثة من ذرات الهيدروجين على سطح القمر لتأثرها بالأشعة الكونية وبهذا الأستشعار الأستدلال على وجود الماء ولهذا الجهاز القدرة على استشعار كمية من الماء قدرها كوب واحد من الماء في متر مكعب من التراب

وكذلك يستخدم جهاز إرسال المعلومات للأرض في أمر آخر وهو قياس مجال الجاذبية القمرية بواسطة انحراف تردد الإشارة المرسلة للأرض الناتج عن تغير سرعة المركبة بتغير مجال الجاذبية القمرية.

## المهمة والنتائج
أثناء دورانها حول القمر أكدت المعلومات التي سبق أن ارسلتها المركبة الفضائية كلمنتاين عن وجود ماء تحت القطب الجنوبي للقمر وأنه يوجد في القطب الشمالي ضعف ذلك القدر مما يفتح المجال لإنشاء محطات فضائية على القمر يمكن ان يبقى فيها الرواد فترات طويلة،
بعد مرور فترة اعلنت وكالة الفضاء الأمريكية ناسا في نهاية عام 1999م عدم العثور على الماء في سحابة الغبار التي أثارها ارتطام المركبة بالفوهة على القمر وتمت متابعة الأرتطام بتلسكوب الفضاء هابل وعدد من الأقمار الصناعية والمراصد الأرضية ولم تسجل أياً منها وجود أيون الهيدروكسيز الذي ينتج من تعرض جزيئات الماء للأشعة فوق البنفسجية.